# Partido Liberal-Demócrata de Bielorrusia
El Partido Liberal-Demócrata de Bielorrusia (en bielorruso: Ліберальна-дэмакратычная партыя Беларусі; en ruso: Либерально-демократическая партия беларуси; LDPB), es un partido político bielorruso. 
Fue creado en 1994 como el sucesor bielorruso del Partido Liberal-Demócrata de la Unión Soviética. A pesar de su nombre, y al igual que su contraparte ruso (el Partido Liberal-Demócrata de Rusia), el LDPB no es un partido liberal-demócrata, sino que se adhiere a una ideología nacionalista de extrema derecha. A pesar de afirmar ser una "oposición constructiva y democrática", el partido apoya de facto al actual presidente, Alexander Lukashenko (al igual que el LDPR con Vladímir Putin).
En las últimas elecciones parlamentarias del 17 de noviembre de 2019, el partido ganó 1 de 110 escaños. Su candidato en las elecciones presidenciales de 2015, Serguéi Gaidukévich, obtuvo el 3.3% de los votos.
De acuerdo con los resultados oficiales de las elecciones a los consejos locales de diputados en 2014, ningún candidato del partido pudo ser elegido diputado. Su líder, Gaidukévich, es vicepresidente del Comité Permanente de la Asamblea Nacional de Bielorrusia para asuntos internacionales y seguridad nacional. Fue elegido en 2016 como miembro del Consejo Nacional en la sexta convocatoria de la región de Minsk. El partido es liderado por Oleg Gaidukévich desde 2019.

## Pensamiento político
A pesar del nombre, el partido no apoya el liberalismo ni la democracia liberal. Más bien, según la politóloga Pippa Norris, el LDPB es un partido extremista, dedicado a la restauración de la Unión Soviética y al unionismo ruso-bielorruso. El partido se opone a la OTAN, a la Unión Europea y a lo que llama "monopolios internacionales". Reúne su principal apoyo de exmilitares, principalmente de la época de la Unión Soviética, de los nostálgicos de la Unión Soviética y de aquellos que están a favor de lazos más estrechos o incluso de la unión con Rusia; es especialmente fuerte en Minsk, Vítebsk y algunas otras ciudades regionales.

## Resultados electorales

### Presidenciales
| Elección | Candidato           | Primera vuelta                               | Primera vuelta                               | Segunda vuelta                               | Segunda vuelta                               | Resultado                                    |
| Elección | Candidato           | Votos                                        | %                                            | Votes                                        | %                                            | Resultado                                    |
| -------- | ------------------- | -------------------------------------------- | -------------------------------------------- | -------------------------------------------- | -------------------------------------------- | -------------------------------------------- |
| 2001     | Serguei Gaidukévich | 153,199                                      | 2,48%                                        |                                              |                                              | No electo                                    |
| 2006     | Serguei Gaidukévich | 230,664                                      | 3,48%                                        |                                              |                                              | No electo                                    |
| 2010     | Serguei Gaidukévich | Se retiró de las elecciones                  | Se retiró de las elecciones                  | Se retiró de las elecciones                  | Se retiró de las elecciones                  | Se retiró de las elecciones                  |
| 2015     | Serguei Gaidukévich | 201,945                                      | 3,30%                                        |                                              |                                              | No electo                                    |
| 2020     | Oleg Gaidukévich    | Se retiró para apoyar a Aleksandr Lukashenko | Se retiró para apoyar a Aleksandr Lukashenko | Se retiró para apoyar a Aleksandr Lukashenko | Se retiró para apoyar a Aleksandr Lukashenko | Se retiró para apoyar a Aleksandr Lukashenko |

### Parlamentarias
| Elección | Votos   | %     | Escaños | Nota         |
| -------- | ------- | ----- | ------- | ------------ |
| 1995     | -       | -     | 0/262   | Sin alianzas |
| 2000     | -       | -     | 1/108   | Sin alianzas |
| 2004     | 122,605 | 2,01% | 1/108   | Sin alianzas |
| 2008     | 43,752  | 0.81% | 0/110   | Sin alianzas |
| 2012     | 249,455 | 4.76% | 0/110   | Sin alianzas |
| 2016     | 218,081 | 4.24% | 1/110   | Sin alianzas |
| 2019     | 280,683 | 5.36% | 1/110   | Sin alianzas |
| 2024     |         |       | 4/110   | Sin alianzas |